# Белька, Марек
Ма́рек Ма́риан Бе́лька (пол. Marek Marian Belka; род. 9 января 1952, Лодзь, Польша) — польский экономист и государственный деятель.

## Биография
Получил образование в университете города Лодзь, который окончил в 1972 году, позже продолжил обучение в Колумбийском университете, Чикагском университете и Лондонской школе экономики.
В 1978 году получил докторскую степень, в 1986 году — хабилитацию В 1994 году получил звание профессора экономики.
Во времена Польской Народной Республики деятель Объединения польских студентов, Союза социалистической польской молодёжи и секретарь вузовского комитета ПОРП в Лодзинском университете.
Консультант министерства финансов Польши в 1990—1996 годах. Министр финансов Польши в 1997 году в правительстве Влодзимежа Цимошевича. Помощник премьер-министра Албании в 1997—2001 годах. Вновь министр финансов Польши в 2001—2002 в правительстве Лешека Миллера. Советник-консультант в восточноевропейском отделении JP Morgan в 2002—2003 годах. Ответственный сотрудник временной администрации Ирака в 2003—2004 годах.
Премьер-министр Польши в 2004—2005 годах. Кандидатура Марека Бельки встретила ожесточенное сопротивление в Сейме из-за проевропейской позиции политика, и когда президент Александр Квасьневский в первый раз поручил ему формирование правительства, парламент лишь с третьей попытки утвердил его в этой должности. В 2005 году вступил в либеральную Демократическую партию — demokraci.pl, но не был избран в парламент.
Исполнительный секретарь Европейской экономической комиссии ООН в 2006—2008 годах. В 2007 году кандидатура Марека Бельки была предложена польским правительством на должность исполнительного секретаря МВФ, но не встретила должной поддержки. Директор Европейского департамента МВФ с 2008 года.
В 2010—2016 годах президент Национального банка Польши.
В 2019 году был избран депутатом в Европейский парламент.

## Примечания

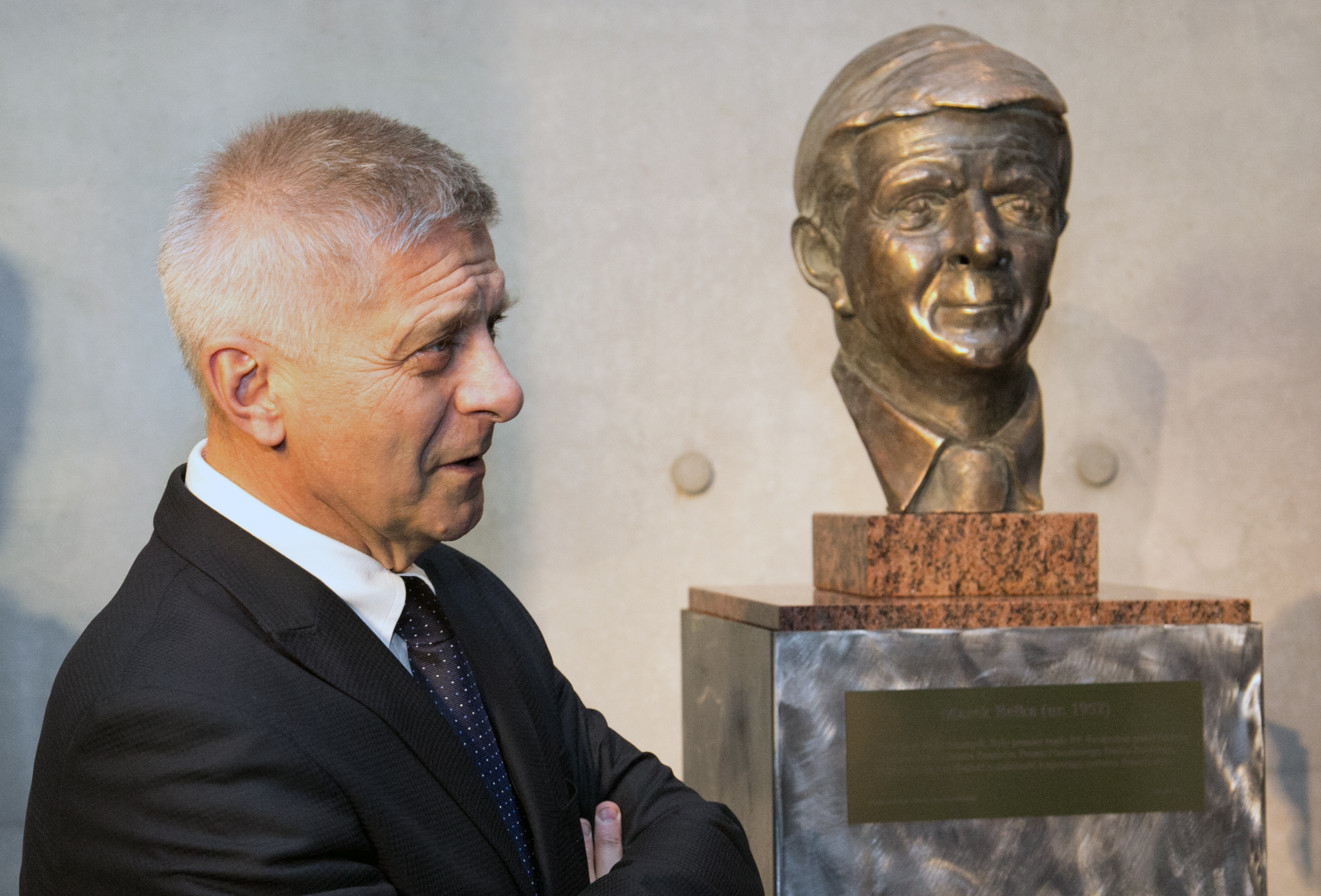
Открытие бронзовой скульптуры (Зал славы польской экономики) с изображением самого себя, Варшавская фондовая биржа, март 2014 года.